# Franz Hermann Meißner
Franz Hermann Meißner (* 8. Dezember 1863 in Berlin; † 14. Januar 1925 in Berlin) war ein deutscher Kunsthistoriker, Schriftsteller und Zoodirektor.

## Leben
Nach dem Besuch des Friedrichs-Gymnasiums studierte er an der Berliner Universität die Fächer Kunstgeschichte, Literatur, Philosophie und Nationalökonomie. Einige Jahre arbeitete er im kaufmännischen Bereich, während er zahlreiche kunsthistorische Schriften verfasste, die teilweise bis heute lieferbar sind.
Am 1. April 1900 trat er sein Amt als Kaufmännischer Direktor des Zoologischen Gartens Berlin an, das er bis zu seinem Tod innehatte. Dort war er Chef der Verwaltung und Mitdirektor von Ludwig Heck, der der Einrichtung zur Weltgeltung verhalf. Nach seinem Tod wurde 1928 zu seinen Ehren dort ein Denkmal aufgestellt, das bis heute existiert. Er stand im Briefwechsel mit bedeutenden Malern, wie sein Nachlass an der BSB München deutlich macht.

## Werke
- Tiepolo, Bielefeld [u. a.] 1897
- Veronese, Bielefeld [u. a.] 1897
- Arnold Böcklin, Berlin [u. a.] 1898
- Max Klinger, Berlin [u. a.] 1899
- Franz Stuck, Berlin 1899
- Franz von Defregger, Berlin 1900
- Fritz von Uhde, Berlin [u. a.], 1900
- Adolph von Menzel, Berlin [u. a.], 1902
- Das Werk von Richard Müller, Loschwitz, 1921
- Das Geheimnis der Nürnberger Madonna, Leipzig 1923